# Isholek Tsenpo
Isholek Tsenpo was de vijftiende tsenpo, ofwel koning van Tibet. Hij was een van de legendarische koningen en was de laatste op rij van de zes aardse koningen met de naam Lek (50 v.Chr.-100 n.Chr). Na hem volgden de acht middenkoningen met de naam Dé.